# Robert Volz (Schriftsteller)
Robert Volz (* 26. September 1887 in Karlsruhe; † 17. Januar 1958 ebenda) war ein deutscher Schriftsteller, Filmemacher und Dramaturg.

## Leben und Wirken
Volz’ Eltern waren der Bildhauer Hermann Volz und seine Frau Elisabeth, geb. Ruh. An der Ruprecht-Karls-Universität Heidelberg, der Albert-Ludwigs-Universität Freiburg und der Ludwig-Maximilians-Universität München studierte Volz erst Medizin, dann Rechtswissenschaft und Volkswirtschaft. 
Er war Mitglied der Studentenverbindung Leonensia Heidelberg. Zum Dr. iur. promoviert, betrieb er kunstwissenschaftliche Studien. 1915 zog er als Freiwilliger in den Ersten Weltkrieg.
Ab 1917 war er in der Nachrichtenabteilung des Auswärtigen Amtes tätig. 1921/1922 war Volz Schriftleiter der Täglichen Rundschau. Wohnhaft in Berlin-Pankow (Wilhelm-Kuhr-Str. 5), lebte er in der Reichshauptstadt als Filmemacher und freier Schriftsteller. Ab 1930 war er Korrespondenzverleger und Hauptschriftleiter des Reichshandbuchs der deutschen Gesellschaft.
In Berlin ab 1943 und später in Karlsruhe war Volz als Dramaturg tätig. Er befasste sich mit der Geschichte von Bad Rippoldsau und schrieb Künstlerbiografien von Karl Ludwig Diehl, Jutta Freybe, Clark Gable, Greta Garbo, Hans Söhnker und Shirley Temple.
Robert Volz starb am 17. Januar 1958 im Alter von 70 Jahren in Karlsruhe.

## Werke
- Bad Rippoldsau in Vergangenheit und Gegenwart. Kaupert, Freudenberg 1928.[3]
- als Herausgeber: Bad Rippoldsau in Vergangenheit und Gegenwart – Ein Heimatbuch. Badischer Schwarzwaldverein, Ortsgruppe Rippoldsgau, Rppoldsau 1928.[4]
- Daten der Geschichte der NSDAP. u. a. 9. Auflage 1939, Verlag Ploetz, Berlin+Leipzig 1939.
- Karl Ludwig Diehl. Der Weg eines Schauspielers. (auch: Lebensweg eines Künstlers). Wendt, Berlin 1935.
- Shirley Temple. Ein Kind geht zum Film. Wendt, Berlin 1937.
- Clark Gable. Eine amerikanische Filmlaufbahn. Wendt, Berlin 1937.
- Hans Söhnker. Zwischen Bühne und Film. Wendt, Berlin 1938.
- Greta Garbo. Dichtung und Wahrheit. Wendt, Berlin 1938.
- Jutta Freybe. Ein Mädchen setzt sich durch. Wendt, Berlin 1939.
- Karlsruhe. Das neue Antlitz einer alten Residenz. G. Braun, Karlsruhe 1956.[3][5]